# Irojärvi (sjö i Kemijärvi, Lappland, 66,75 N, 27,8 Ö)
Irojärvi är en sjö i kommunen Kemijärvi i landskapet Lappland i Finland. Arean är 45 hektar och strandlinjen är 2,98 kilometer lång. Sjön  ingår i Kemi älvs huvudavrinningsområde.   Den ligger omkring 95 kilometer öster om Rovaniemi och omkring 740 kilometer norr om Helsingfors. 